# Leandro & Leonardo (álbum de 1983)
Leandro & Leonardo é o primeiro álbum da dupla sertaneja Leandro & Leonardo, gravado em 1983. 
Gravado com recursos próprios e a ajuda de amigos, saiu em 1983 e tinha como destaque a música "Hoje Acordei Chorando". O disco era vendido nos bares onde cantavam e assim a nova dupla começou a ganhar dinheiro. Leandro, nessa época, já tinha se casado com Célia e tinha seu primeiro filho, Thiago. Apesar de serem bastante conhecidos no interior de Goiás e em várias cidades do Mato Grosso, demorou até que a dupla conseguisse gravar o que consideravam seu primeiro disco. Este era considerado ruim, e a dupla fazia questão de escondê-lo.

## Músicas
| N.º            | Título                     | Compositor(es)                    | Duração |  |
| 1.             | "A Construção"             | Vantuir Pereira / Leandro         | 2:19    |  |
| 2.             | "O Sono Não Chegou"        | Laurito José / Leandro            | 1:54    |  |
| 3.             | "Lua de Mel"               | Danúbio do Prado / Sargento Marra | 1:58    |  |
| 4.             | "Dupla Traição"            | Sandoval Arantes "Ligeirinho"     | 2:23    |  |
| 5.             | "Revolta"                  | Thiago / Osteclinio               | 2:39    |  |
| 6.             | "Meu Querido Pai"          | Danúbio do Prado                  | 2:48    |  |
| 7.             | "Trauma do Amor"           | Sargento Marra / Leandro          | 2:17    |  |
| 8.             | "Coração Rebelde"          | Vantuir Pereira / Leandro         | 2:27    |  |
| 9.             | "Hoje Acordei Chorando"    | Canção e Poema                    | 2:06    |  |
| 10.            | "Minha Cruz"               | Vicente Dias / Belchior Veloso    | 2:55    |  |
| 11.            | "Esta Noite"               | Ilton / Valdomiro                 | 3:34    |  |
| 12.            | "Não Sou Homem de Coleção" | Sandoval Arantes "Ligeirinho"     | 1:26    |  |
| Duração total: | Duração total:             | Duração total:                    | 28:46   |  |